# Jennifer Echols
Pour les articles homonymes, voir Echols.
Jennifer Echols, est une actrice américaine née le 15 juin 1954 à Houston, au Texas, aux (États-Unis), et morte le 16 juillet 2018 à Sherman Oaks, en Californie, aux (États-Unis).

## Biographie
Jennifer Echols est née le 15 juin 1954 à Houston, au Texas, aux (États-Unis).
Jennifer Echols est morte le 16 juillet 2018 à Sherman Oaks, en Californie, aux (États-Unis), à l'âge de 64 ans.

## Filmographie
- 1997 : Drôles de pères (Fathers' Day) : Ball Park Vendor
- 1999 : Ragdoll : Woman Detective
- 2000 : American Tragedy (TV) : 1st Black Woman
- 2001 : Save the Last Dance : Lavatory Girl
- 2002 : Dupli-Kate (Repli-Kate) : Hospital Receptionist
- 2002 : Gaydar : Frankalina
- 2002 : Friday 3 (Friday After Next) : Church Lady #3
- 2003 : The Kiss (vidéo) : Post Mistress
- 2004 : Full Clip : Girlfriend #2
- 2004 : Ladykillers (The Ladykillers) : Waffle Hut Waitress
- 2004 : N'oublie jamais (The Notebook) : Nurse Selma
- 2004 : Soul Plane : Big Woman
- 2004 : Men's Mix 1: Gay Shorts Collection (vidéo) : Frankalina (Gaydar segment)
- 2005 : McBride: Murder Past Midnight (TV) : Miriam
- 2005 : Adam & Steve : Triage Nurse
- 2005 : Down in the Valley : Rita
- 2005 : Fielder's Choice (TV) : Mediator
- 2005 : Artistic License : Brianca Vincent
- 2005 : In the Mix : Big Momma
- 2005 : Un souvenir éternel (Back to You and Me) (TV) : Brenda
- 2006 : Grilled (vidéo) : Plump Black Woman
- 2006 : 10 Items or Less de Brad Silberling
- 2010 : My Name Is Khan de Karan Johar